# Angel Dust (groupe)
Pour les articles homonymes, voir Angel Dust.
Angel Dust est un groupe allemand de heavy metal, originaire de Dortmund. L'activité du groupe se scinde en trois périodes : entre 1984 et 1988, 1997 et 2010, puis depuis 2016.

## Biographie

### Première période (1984–1988)

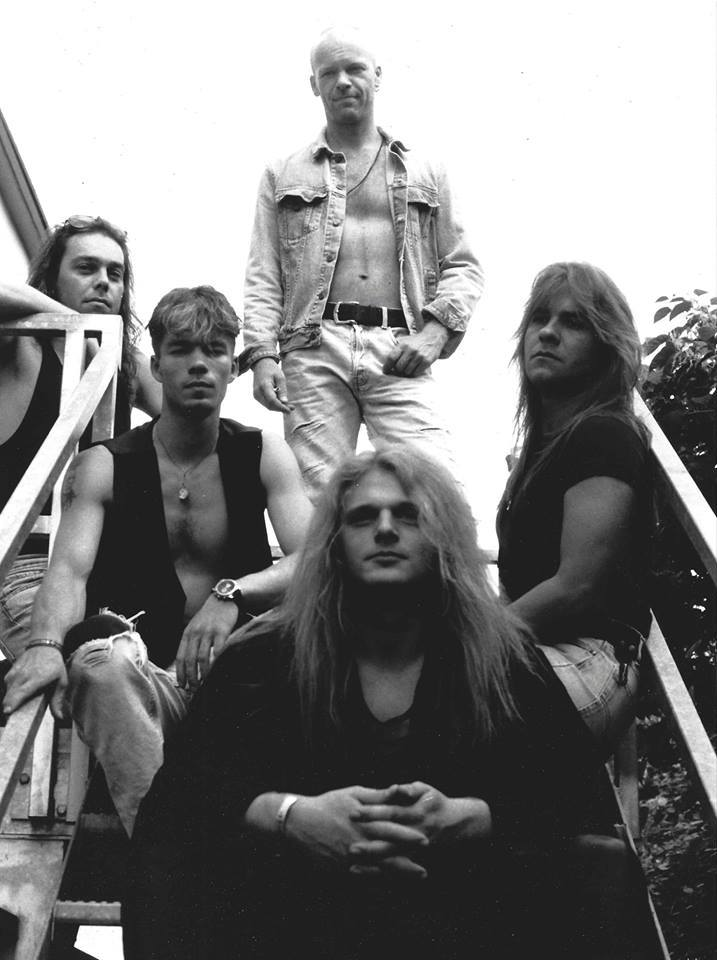
Angel Dust en 1998

Le groupe est formé à Dortmund en 1984 avec Frank Banx (de son vrai nom Bankowski) à la basse, Dirk Assmuth à la batterie, Andreas Lohrum à la guitare, et, Roman « Romme » Keymer à la guitare et au chant. Les musiciens ont alors moins de vingt ans. Une première démo sort en 1985 et le premier album sort l'année suivante. Into the Dark Past est un album de thrash se rapprochant davantage de la scène californienne que la scène allemande, à l'exception d'Exumer et Paradox, avec des relents speed metal à la Helloween ou Agent Steel. Le chant n'est pas hurlé et sont plutôt mélodiques. Toujours en 1986, Frank Banx quitte son autre groupe, Crows, dans lequel il jouait depuis 1981. Roman Keymer se joint à Risk, un groupe anciemment nommé Faithful Breath, en tant que guitariste.
Le deuxième album, To Dust You Will Decay sort en 1988. Angel Dust n'est plus un quatuor, mais bien un quintet. Les guitaristes Stefan K. Nauer et Winni Hirsch sont débauchés de Crows en remplacement de Lohrum et Keymer. Ce dernier rejoint temporairement Crows. Le chant est maintenant pris en charge par S.L. Coe, de son vrai nom Željko Topalović. Le groupe conserve des influences Thrash américaines, mais sa musique est dans l'ensemble plus speed metal et plus mélodique. Angel Dust accompagne Running Wild sur une tournée de quatorze dates en Allemagne, France et Autriche, avant de mourir une première fois. S.L. Coe rejoint Scanner avec lesquels il enregistre Terminal Earth. Frank Banx retourne dans Crows. Il y est entre autres entouré par le batteur Bobby Schottkowski, seul membre constant du groupe, et le guitariste Bernd Kost, recruté en 1988. Ils font paraître deux démos et un album. The Dying Race situe Crows dans la lignée musicale de Scanner et Helloween. Banx en finit avec le thrash. Son groupe originel s'éteint en 1991 peu après la sortie de son album.

### Deuxième période (1997–2010)
Kost et Schottkowski se retrouvent dans Sodom cinq ans plus tard. À cette même époque, Frank Banx joue dans un groupe de reprises avec son petit frère Steven au clavier, Bernd Aufermann à la guitare, et, Dirk Assmuth à la batterie. Aufermann demande à ses collègues d'enregistrer des morceaux qu'il a composé. Le guitariste souhaite réaliser un album instrumental. Ceux-ci voient plutôt l'occasion de trouver un chanteur et de reprendre le nom d'Angel Dust. Le chanteur Dirk Thurisch est recruté grâce à une annonce dans un magazine. Une maquette avec trois compositions est envoyée au magazine allemand Rock Hard et mène à une signature avec le Century Media Records. Le fondateur et dirigeant de ce label est Robert Kampf, qui a lui aussi été impliqué dans la scène thrash dortmundoise des années 80 en tant que chanteur de Despair. L'album de Crows était d'ailleurs sorti sur le label de Kampf.
Le groupe sort quatre albums entre 1998 et 2002 et évolue dorénavant dans un Heavy/Power moderne avec claviers et samples électroniques. L'album Enlighten the Darkness est un album thématique sur l'Allemagne nazie et la Seconde Guerre mondiale inspiré de l'expérience du grand-père des frères Banx.
Dirk Assmuth quitte Angel Dust en 2000, mais revient en 2001. C'est au tour de Bernd Aufermann de s'en aller. Il jouera alors quelque temps avec Running Wild. L'album Of Human Bondage sort en 2002 avec l'américain Ritchie Wilkison à la guitare. Frank Banx annonce cette même année qu'il déménage aux États-Unis pour poursuivre le groupe avec Wilkison et de nouveaux membres. Les déclarations de Banx à cette époque indiquent de l'amertume de sa part envers les deux Dirk. La reformation américaine d'Angel Dust n'a jamais lieu et le nom est gardé par les membres restés en Allemagne. Ceux-ci n'enregistre aucun nouvel album, malgré le retour d'Aufermann en 2004. Le groupe reste sans bassiste jusqu'à l'arrivée de Christian Pohlmann en 2006.
Dirk Thurisch quitte le groupe de 2005 et est remplacé par Carsten Kaiser. Son retour dans Angel Dust est annoncé en janvier 2010 en même temps que la préparation d'un album titré Tales from Ashes and Dust. Ce septième album ne voit jamais le jour. Le groupe se produit sur scène aux éditions 2010 des Metropole Ruhr Festival et Headbangers Open Air avant de jeter l'éponge. Thurisch et Pohlmann enregistrent un nouvel album en 2012, mais au sein de Mercury Tide.

### Retour (depuis 2016)
Le label grec No Remorse Records édite sur CD des versions remastérisées de Into the Dark Past et Into the Dark Past en janvier 2016. Septembre de la même année voit l'annonce du retour d'Angel Dust avec les mêmes membres qu'à sa première reformation.

## Discographie

### Albums studio
- 1986 : Into the Dark Past (Disaster)
- 1988 : To Dust You Will Decay (Disaster)
- 1998 : Border of Reality (Century Media)
- 1999 : Bleed (Century Media)
- 2000 : Enlighten the Darkness (Century Media)
- 2002 : Of Human Bondage (Century Media)

### Démos
- 1985 : Marching for Revenge
- 1987 : Demo